# East Pacific Business Center
East Pacific Business Center (chiń. 东海商务广场主楼; pinyin Dōnghǎi Shāngwù Guǎngchǎng Zhǔlóu) – wieżowiec znajdujący się w Shenzhen, w prowincji Guangdong, w Chińskiej Republice Ludowej. Budynek składa się z 85 i 72 kondygnacyjnych wież połączonych podniebnym mostem.